# مرسدس-بنز کلاس-سی‌ال (سی۲۱۶)
مرسدس-بنز کلاس-سی‌ال (انگلیسی: Mercedes-Benz CL-Class) خودرویی بود که در سال‌های ۲۰۰۶–۲۰۱۴ توسط شرکت مرسدس-بنز تولید می‌شد.